# Тенька
Тенька или Тэнкэ — река в России, протекает по территории Тенькинского района Магаданской области. Длина реки — 137 км, площадь водосборного бассейна — 4570 км².
Начинается в горах на высоте свыше 844 метра над уровнем моря. Течёт сначала в северном направлении до слияния с Омчаком у посёлка Транспортный, после чего поворачивает на юго-восток и сохраняет это направление до устья Нелькобы, где располагается одноимённый посёлок. Затем, огибая гору Тэнкэнская, направляется на север до своего устья. Впадает в Колымское водохранилище (высота устья - 448 метров над уровнем моря), ранее впадала в реку Колыму справа на расстоянии 1985 км от её устья на высоте 428,6 метров над уровнем моря.
Территория водосбора гористая, нижние части склонов и долины рек покрыты лиственничным лесом.
Упоминается как Тенке в финале романа Валентина Пикуля "Богатство".
По данным государственного водного реестра России относится к Анадыро-Колымскому бассейновому округу.
Код водного объекта — 19010100112119000006360.

## Притоки
Объекты перечислены по порядку от устья к истоку.
- 2 км: Дусканья
- 6 км: Королёк
- 12 км: Кыра
- 14 км: Бургагы
- 15 км: Тастах
- 21 км: Эрики
- 23 км: Тас
- 28 км: Хапчагайдах
- 32 км: Таганка
- 34 км: Нелькоба
- 40 км: Зернистый
- 44 км: Боровой
- 46 км: Эврика
- 47 км: Тенистый
- 51 км: Игуменовский
- 60 км: Чернецкого
- 62 км: Будённого
- 68 км: Мокрый
- 70 км: Саха-Багара
- 75 км: Атас
- 77 км: Медвежий
- 78 км: Тюкюль-Юрях
- 79 км: Омчак
- 87 км: Красивый
- 94 км: Грустный
- 98 км: Свободный
- 100 км: Старатель
- 102 км: Севастопольский
- 104 км: Разгульный